# Симптом Аарона
Симптом Аарона (англ. Aaron's sign) — діагностичний симптом апендициту.

## Етимологія
Названий на честь американського гастроентеролога Чарльза Детті Аарона (англ. Charles Dettie Aaron, роки життя 1866—1951), який описав його

Схема ділянок живота

## Сутність
При надавлюванні рукою в точці Макберні хворий відчуває сильний біль або значний дискомфорт в епігастральній ділянці чи в лівому підребер'ї.